# Будипин
Будипин — средство для лечения болезни Паркинсона, антагонист возбуждающих аминокислот.
Механизм действия препарата хорошо изучен. Препарат является NMDA-антагонистом, увеличивающим синтез дофамина.